# 국제 간호사의 날

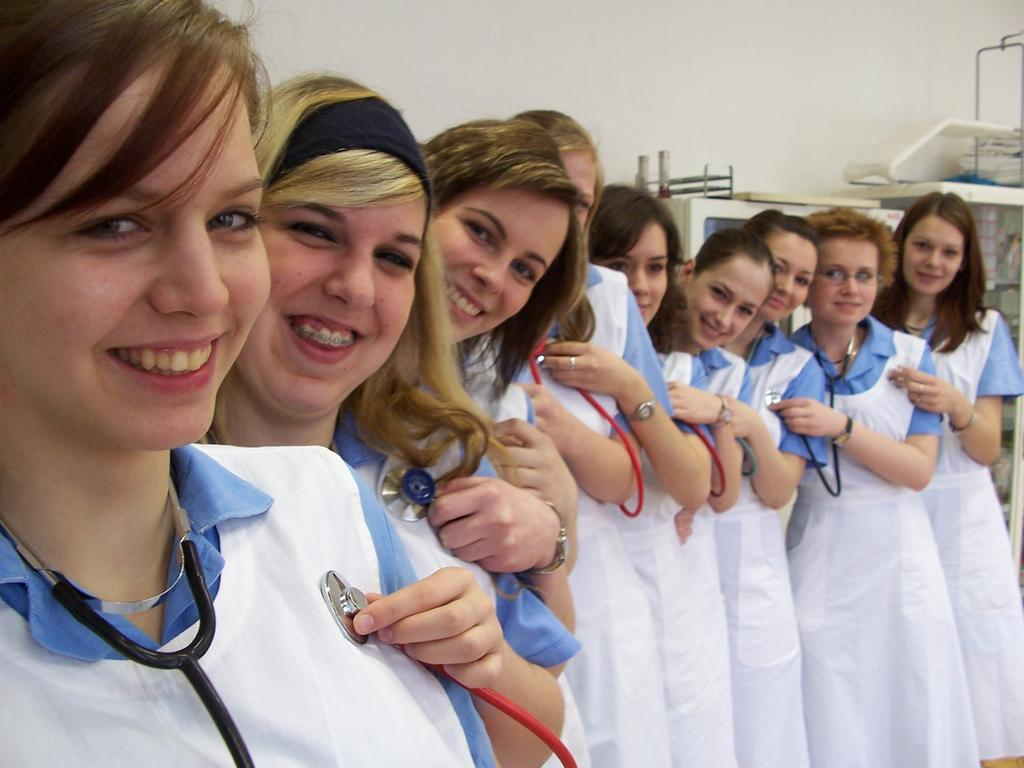
체코 간호대학생 (2006년)

국제 간호사의 날(International Nurses Day)은 간호사의 사회에서의 공헌을 기리는 목적으로 지정된 기념일이다. 1965년에 설립하여 영국의 간호사 플로렌스 나이팅게일의 생일인 5월 12일로 정하였다.

## 같이 보기
- 플로렌스 나이팅게일
- 플로렌스 나이팅게일 기장
- 뉴욕 타임스